# Phytomyza hypophylla
Phytomyza hypophylla este o specie de muște din genul Phytomyza, familia Agromyzidae, descrisă de Griffiths în anul 1972. Conform Catalogue of Life specia Phytomyza hypophylla nu are subspecii cunoscute.